# Васьково (Кемеровская область)
Васьково — село Промышленновского района Кемеровской области.

## География
Стоит на реке Тыхте (местные жители называют её Тыхтушка из-за незначительных размеров), в бассейне реки Иня, которая в настоящее время делит село на центральную и левостороннюю (откуда и зародилось село) части.

### Уличная сеть
Береговая ул.,  Заречная ул.,  Колхозная ул.,  Коммунистическая ул.,  Лесная ул.,  Луговой пер. Молодёжная ул.,  Новая ул.,  Речная ул.,  Садовая ул.,  Украинская ул.,  Центральная ул.

## Топоним
Название села происходит от первых крестьян по фамилии Васьковы, поселившихся на р. Тыхте. Потомки этой фамилии в данный момент не проживают на территории села.

## История
Основано в XVIII веке.
В октябре — ноябре 1941 года в село Васьково и соседний Падунский посёлок были насильственно переселены этнические немцы (позднее название российские немцы) с Украины (Запорожская область, Куйбышевский район, деревни Розовка (Rosenberg) и Богатовка). Некотых переселенцев подселили к местным жителям, а другие приютились в вырытых землянках.
По окончании Второй мировой войны сюда были пригнаны из Западной Украины некоторые семьи западных украинцев, так называемых «бандеровцев». Улица, на которой они проживали, носит название «Украинская».
В 1950-х годах образовался на территории села колхоз «Ленинский Путь», его объединили из двух коллективных хозяйств колхоза «Ясная Заря» (на территории посёлка Падунский при станции Падунская) и колхоза «Новый Путь» (на территории левосторонней части села).
В 1984 и 1988 гг. у р. Тыхты проводились раскопки захоронений ирменской культуры (эпоха поздней бронзы, XI—VIII вв. до н. э.). Раскопки проводились Кемеровским Государственным Университетом.
В конце 1990 гг. в колхозе «Ленинский Путь» проводилась научно-исследовательская работа Новосибирского Аграрного Университета по испытанию антисептической мази «Биопепсин» на крупном рогатом скоте.

## Население
| 2010 |
| ---- |
| 1152 |

## Почётные граждане посёлка
Корженков Степан Игнатьевич — Герой Гражданской Войны
Марковцев Леонид Михайлович — Герой битвы за Сталинград

## Инфраструктура
- ООО «Темп» (Деревенский молочный завод)

Школы села Васьково: Васьковская начальная общеобразовательная школа и Васьковская основная общеобразовательная школа (из-за реорганизации была закрыта, официальная причина: аварийное состояние здания).
Колхоз «Ленинский Путь»: крупный рогатый скот, свиноводство, молоко, молочная продукция, растениеводство, зерноводство. Число работающих 377 человек.